# Hui (volk)
De Hui  (回) of Hui-Chinezen (spreek uit als: [GGweej]/[xʋeːj]) zijn een bevolkingsgroep in China, die in tegenstelling tot de meeste Chinezen, het islamitische geloof aanhangen. De Hui zijn een van de in totaal tien groepen moslims van de in totaal zesenvijftig officiële etnische groepen van de Volksrepubliek China. De Hui zijn de grootste van die groepen. Op basis van gegevens uit 2011 is hun aantal 10.580.000.
Daarna volgt die van de Oeigoeren. Van het totaal van 24.000.000 moslims in de Volksrepubliek behoort 90% tot de Hui of Oeigoeren. 
Hui is feitelijk een afkorting van de oorspronkelijke benaming "Huihui 回回". Die term werd in verschillende periodes zowel voor een etnische groep als voor een religieuze overtuiging gebruikt en de bronnen zijn niet altijd duidelijk welke betekenis bedoeld wordt. De term wordt in bronnen uit de periode van de Song-dynastie (960- 1279)  voor het eerst gebruikt. Lang werd de term  Huihui  voor zowel moslims, het jodendom in China en vaak ook nog christenen gehanteerd. Pas in de periode van de Yuan-dynastie (1279-1368)  in de dertiende eeuw wordt de terminologie iets duidelijker. Er wordt dan een onderscheid gemaakt tussen   Hui die geen varkensvlees eten en ter onderscheiding van andere Hui die ook geen varkensvlees eten  Hui die de pees verwijderen. Het laatste  verwijst naar de  joodse spijswet die het eten van de  heupzenuw verbiedt.
In het huidige China wordt de term gebruikt voor die moslims, die niet gerekend kunnen worden tot etnoniemen als Oeigoeren, Kazachen, etc. Verschillend van andere moslimgroeperingen zijn Hui in geheel China en in vrijwel iedere stad en regio aanwezig. Er zijn echter twee gebieden waar duidelijke concentraties aanwezig zijn; de Autonome Hui Prefectuur Linxia ten zuiden van Lanzhou en de Autonome Hui Regio Ningxia met Yinchuan als hoofdstad. 
Hui zijn in etnische zin geassimileerd en het vaak enige onderscheid met andere Han-Chinezen is hun religieuze overtuiging. Hui hebben Chinees als voertaal, hoewel zij het Arabische schrift voor decoratieve en religieuze doeleinden blijven gebruiken. Er kunnen aanzienlijke verschillen zijn tussen Hui in het noordwesten van het land waar de islam meer verbonden is met het dagelijks leven en Hui in het zuidoosten waar het islamitisch karakter aanzienlijk minder zichtbaar is. 
In Taiwan worden de Hui niet erkend als aparte bevolkingsgroep, maar worden ze gerekend tot de Han-Chinezen, met het islamitische geloof.
De in de navolgerstaten van de Sovjet-Unie, met name Kazachstan en Kirgizië, levende Hui-emigranten worden Doenganen genoemd.

## Herkomst
Omstreeks 1070 nodigde de keizer Shenzong ruim 5000 huishoudens uit Khwarazm uit zich in China te vestigen. De mannen werden  ingezet in de campagnes tegen de Liao-dynastie, een niet-Chinese dynastie van de Kitan die het noordoostelijk deel van China beheerste. Later werden zij gevestigd in het gebied tussen Kaifeng en het huidige Peking en vormden op die wijze een buffer tussen Chinezen en Kitan. De annalen van de Song-dynastie melden ook een vestiging van ruim 10.000 moslims eind elfde eeuw uit dezelfde regio.  Hun gemeenschappelijke taal was veel eerder Perzisch dan Arabisch.  De naamgeving Hui of Huihui is ook ontleend aan het gebied van Khwarazm, dat in een oude Mongoolse bron  Huihuiguo  wordt genoemd. (het land van de Huihui) 

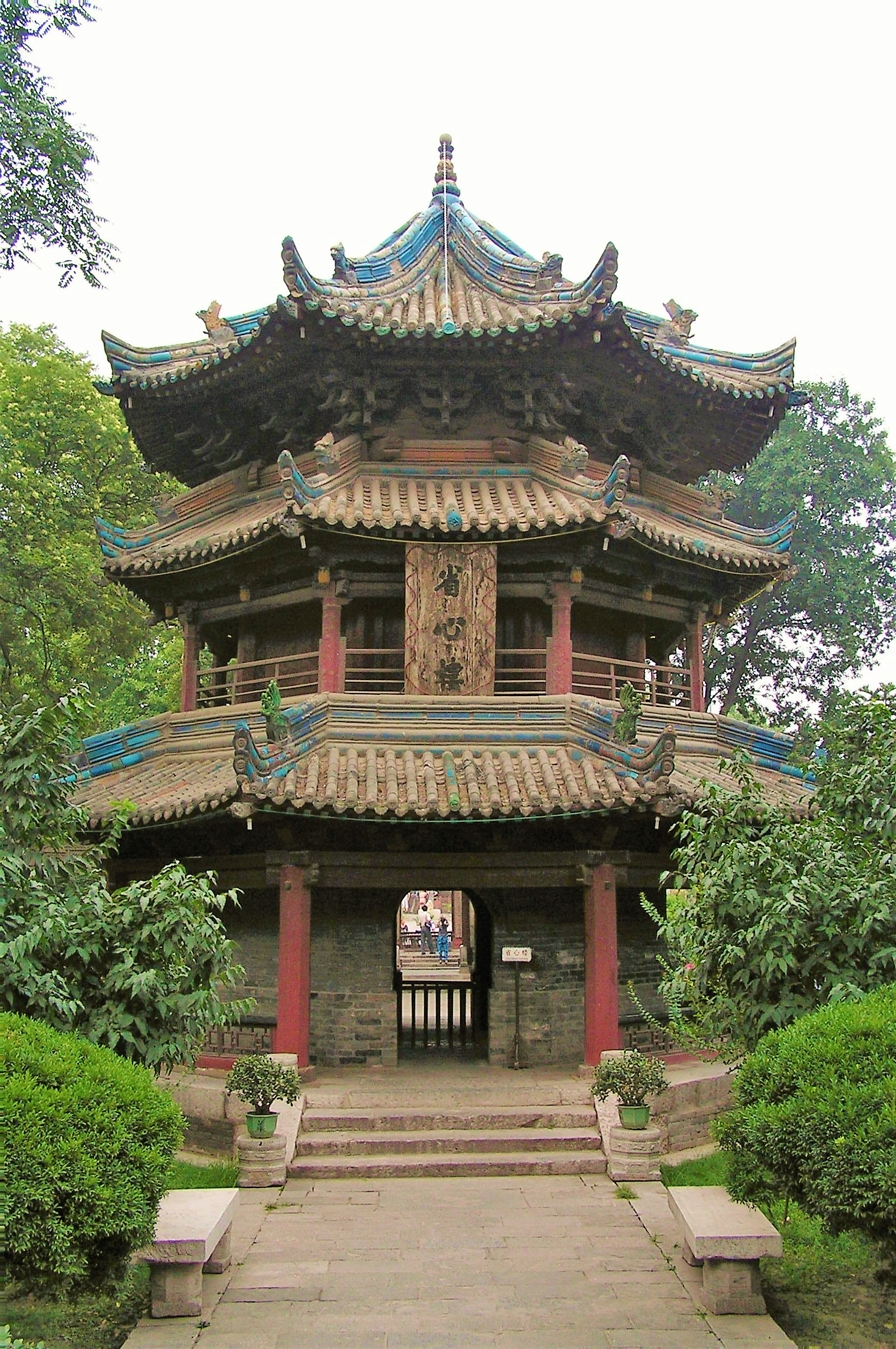
De minaret van de Grote Moskee van Xi'an

De belangrijkste factor voor het ontstaan van een permanente aanzienlijke aanwezigheid van Hui in China zijn de Mongoolse veroveringen geweest. Tijdens de campagnes veroverden en plunderden de Mongolen belangrijke islamitische centra als Samarkand, Bukhara en Bagdad. Delen van de bevolking werden naar China gevoerd. In de periode van de Yuan-dynastie  werden moslims uit het westen van Azië ingezet als grenswachten, belastingontvangers en waren belast met administratieve taken, omdat de dynastie die betrouwbaarder achtte dan Han-Chinezen. De Yuan deelden de bevolking van het rijk in volgens een aantal categorieën. De eerste waren de Mongolen zelf. De tweede categorie werd de Semuren  genoemd. Dat heeft een betekenis als Gemengde categorieën. Daarbij behoorden islamitische groepen en ook christenen. Pas daarna volgden in de rangorde Chinezen. Er zijn geen echt betrouwbare cijfers over het aantal moslims, dat zich in deze periode in China vestigde, maar het moeten er honderdduizenden en een veelvoud zijn geweest  vergeleken met de periodes hiervoor. 
Tijdens de Ming-dynastie ( 1368-1644) vond al een zekere sinificatie van moslims plaats.Moslims begonnen Chinese achternamen aan te nemen of gebruikten het karakter dat het meest leek op dat van hun eigen naam. Ha voor Hassan, Hu voor Hoessein, Mo voor Mohammed, etc. Ook het xiao'erjing, een transscriptiemethode om Chinees in het Arabisch alfabet te schrijven werd verder vervolmaakt. Een toenemend aantal Hui begon het lokale Chinese dialect te spreken en ook geschreven Chinees te beheersen. Het ontwerp van moskeeën begon Chinese tradities te volgen. Een voorbeeld is de  Grote Moskee van Xi'an, waarvan de nog bestaande gebouwen voor het grootste deel uit deze periode dateren. Net al bij veel andere moskeeën worden de  minaretten vormgegeven als pagodes. 
De Islamic Association of China werd in 1952 opgericht en is bedoeld als koepelorganisatie van alle moslims in China. Het is een door de staat gemonitorde en gecontroleerde  organisatie. Tot de taken behoort onder meer het in stand houden van islamitisch erfgoed in China en het uitgeven van publicaties in zowel Chinees als Oeigoers. Het geeft aan acht instituten in China opleidingen voor imams.

## Beroemde Hui
- Zheng He
- Bai Chongxi
- Bai Shouyi
- Hui Liangyu
- Lan Yu
- Li Hongfu/Li Zhi
- Yusuf Ma Dexin
- Ma Bufang
- Ma Hualong
- Shi Zhongxin
- Zhang Chengzhi